# 나이트 (대한민국의 프로게이머)
나이트(본명: 나건우, 1994년 12월 8일 ~ )는 대한민국의 전직 리그 오브 레전드 프로게이머이다. 선수 시절 포지션은 미드라이너이며 아이디는 NighT를 사용했다.

## 선수 시절
2014년 4월, 프라임 옵티머스에 입단하면서 프로 커리어를 시작했다. 스프링 시즌 NLB 8강의 성적을 거두었다. 2014년 6월, 형제팀인 프라임 센티날로 자리를 옮겼다.
2015년 3월, 위너스에 입단했다. 스프링 시즌 챌린저스 2차 토너먼트에서 팀의 우승에 기여했다. 하지만 LCK 승격에는 실패했다. 서머 시즌에서는 팀의 챌린저스 포스트시즌 진출에 기여했다. 2016 스프링 시즌에서도 팀의 주전으로 활약하면서 챌린저스 포스트시즌 진출에 일조했다.
2016년 5월, 자이언츠 게이밍에 입단했다. 서머 시즌 좋은 모습을 보여주면서 팀의 포스트시즌 진출을 이끌했다. 서머 시즌 종료 이후 올프로 퍼스트팀을 수상했다. 2017 스프링 시즌에서도 팀의 주전으로 활동했다. 하지만 팀의 강등을 막지 못했다. 서머 시즌에서는 휴식을 취했다.
2018년 6월, 위너스에 입단했다. 서머 시즌 팀의 챌린저스 포스트시즌 진출에 기여했다.

## 소속팀
| # | 팀명            | 소속 기간             | 소속 리그 | 비고 |
| - | --------------- | --------------------- | --------- | ---- |
| 1 | 프라임 옵티머스 | 2014.04.14~2014.11    | LCK       |      |
| 2 | 위너스          | 2015.03.12~2016.05.10 | CK        |      |
| 3 | 자이언츠 게이밍 | 2016.05.10~2017.11.20 | LEC       |      |
| 4 | 위너스          | 2018.06.08~2018.12.10 | CK        |      |

## 수상 내역
- 리그 오브 레전드 챌린저스 코리아 스프링 2015 2차 토너먼트 우승
- 리그 오브 레전드 유러피언 챔피언십 서머 2016 가장 뛰어난 신인 선수상
- 리그 오브 레전드 유러피언 챔피언십 서머 2016 올프로 퍼스트팀